# Csin-sziget
A Csin-sziget (koreaiul: 진도, csindo) egy sziget Dél-Koreában, amely Dél-Csolla tartományban helyezkedik el, és körülbelül 250 kisebb területű szigettel együttesen alkotja Csindo megye egész területét. A sziget 363,16 km²-es teljes területével az ország harmadik legnagyobb területtel rendelkező szigetének számít a Csedzsu-sziget és a Kodzse-sziget után, és a Koreai-félsziget délnyugati sarkának közelében fekszik. A sziget népessége 2015-ben 29 538 fő volt.

## Földrajza és története
A Csin-szigetet és ezzel Csindo megyét a szárazföldön elhelyezkedő Henam megyétől földrajzi szempontból a Mjongljang-szoros (명량해협, mjongljanghehjop) választja el, mely legkeskenyebb pontján 300 méteres szélességgel rendelkezik, és egyes helyeken akár a 22 méteres mélységet is elérheti. A tengerszoros területén zajlott le 1597 őszén a mjongljangi csata, amelyet Tojotomi Hidejosi (1536/1537–1598) japán hadúr serege, illetve a koreai Csoszon Királyság I Szunszin (1545–1598) admirális által irányított flottája vívott egymással, és ami döntő koreai győzelemmel végződött a sokkal erősebb japán csapatokkal szemben.
Az ország szárazföldi területével a Mjongljang-szoroson átívelő kettős híd, a Csindo híd (진도대교, csindodekjo) köti össze. Az ikerépítmény gyakorlatilag két ferdekábeles hídból épül fel, amelyek nagyon hasonló megjelenéssel rendelkeznek. A szerkezet együttes hosszúsága 484 méter. Ez az érték a legfőbb ívnyílás 344 méteres hosszából, valamint a két oldalsó ívnyílásnak a 70-70 méteres hosszából tevődik össze. Az első hidat 1984. október 18-án nyitották meg a forgalom számára. Az átadása idején a világ leghosszabb és legkeskenyebb függőhídjának számított, szélessége mindössze 11,7 méter volt. A második hidat a növekvő helyi forgalom következtében építették fel és adták át 2005-ben. Ez az építmény már szélesebb társánál, 12,5 méteres.

## Árapályok
A sziget a színhelye egy széles körben ismert rendszeres természeti eseménynek, amelynek során az apályok és dagályok által bekövetkező tengerszint-változásoknak köszönhetően a fősziget, Csindo, illetve a nála sokkal kisebb Modo szigete között a föld mintegy 2,8-2,9 kilométeres hosszúságban, illetve 10-40 méteres szélességben megnyílik a tengerben a Csin-sziget déli részénél. A „modern Mózes-csodaként” is emlegetett rendkívüli tengeri jelenség átlagosan két alkalommal következik be egy évben – rendszerint április és június között, gyakran május elején és június közepén –, és körülbelül egy órán át tart. Az esemény kialakulásához számos helyi legenda is kötődik.
Habár a „Csin-szigeti tengeri út” név alatt a természeti csodával kapcsolatban a helybeliek már régóta fesztiválokat szerveznek, a jelenség ennek ellenére nemzetközi szinten azonban viszonylag ismeretlen volt egészen 1975-ig, amikor Dél-Korea franciaországi nagykövete, Pierre Randi meglátogatta a szigetet, ezt követően pedig beszámolt az eseményről, valamint annak ünnepléséről egy francia folyóiratban. Napjainkban a jelenséget minden évben becslések szerint 300-500 ezer dél-koreai és külföldi látogató keresi fel, hogy megfigyelje, hogy a tenger kettényílik Mózes próféta bibliai történetéhez hasonlóan.

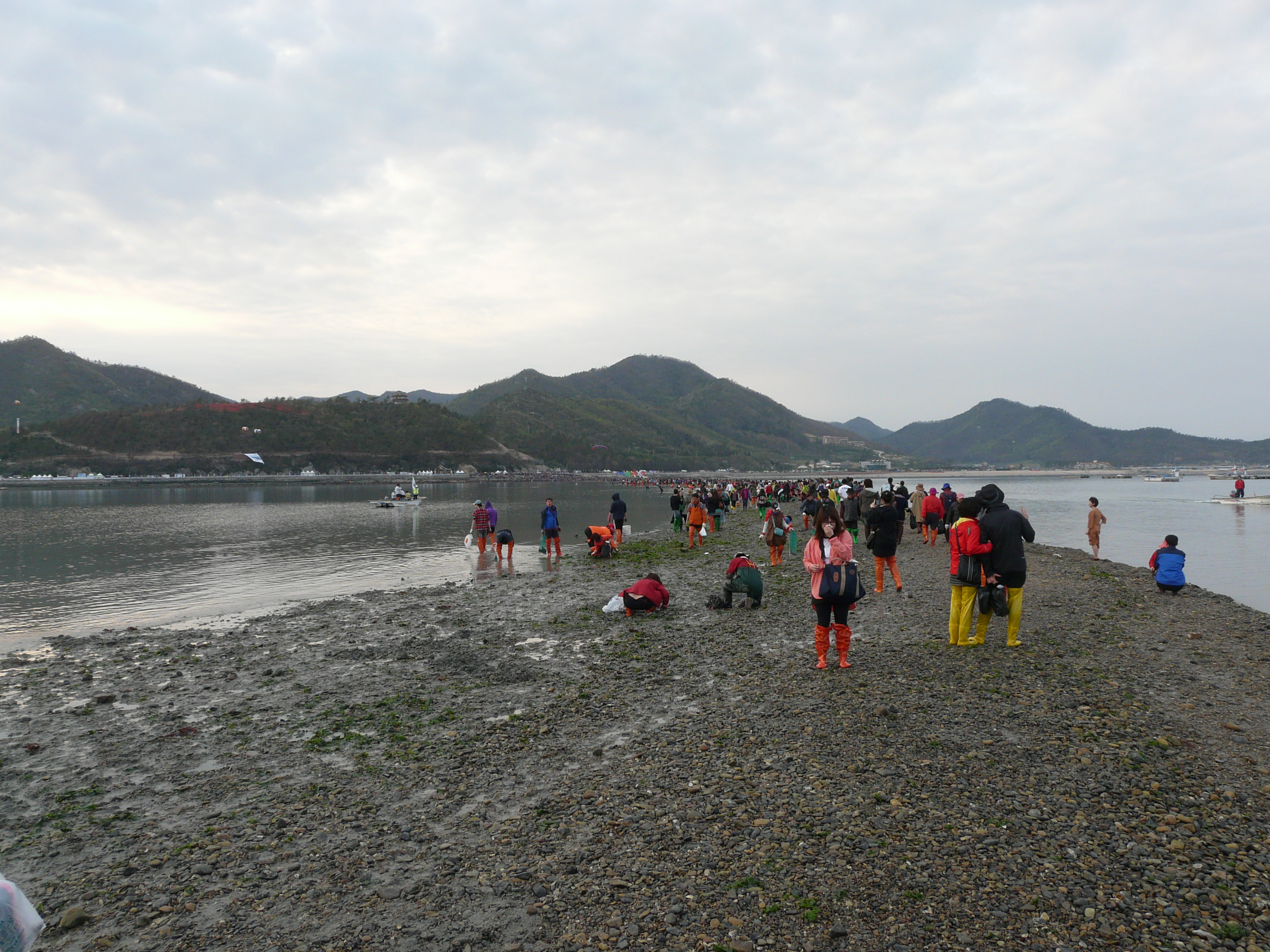
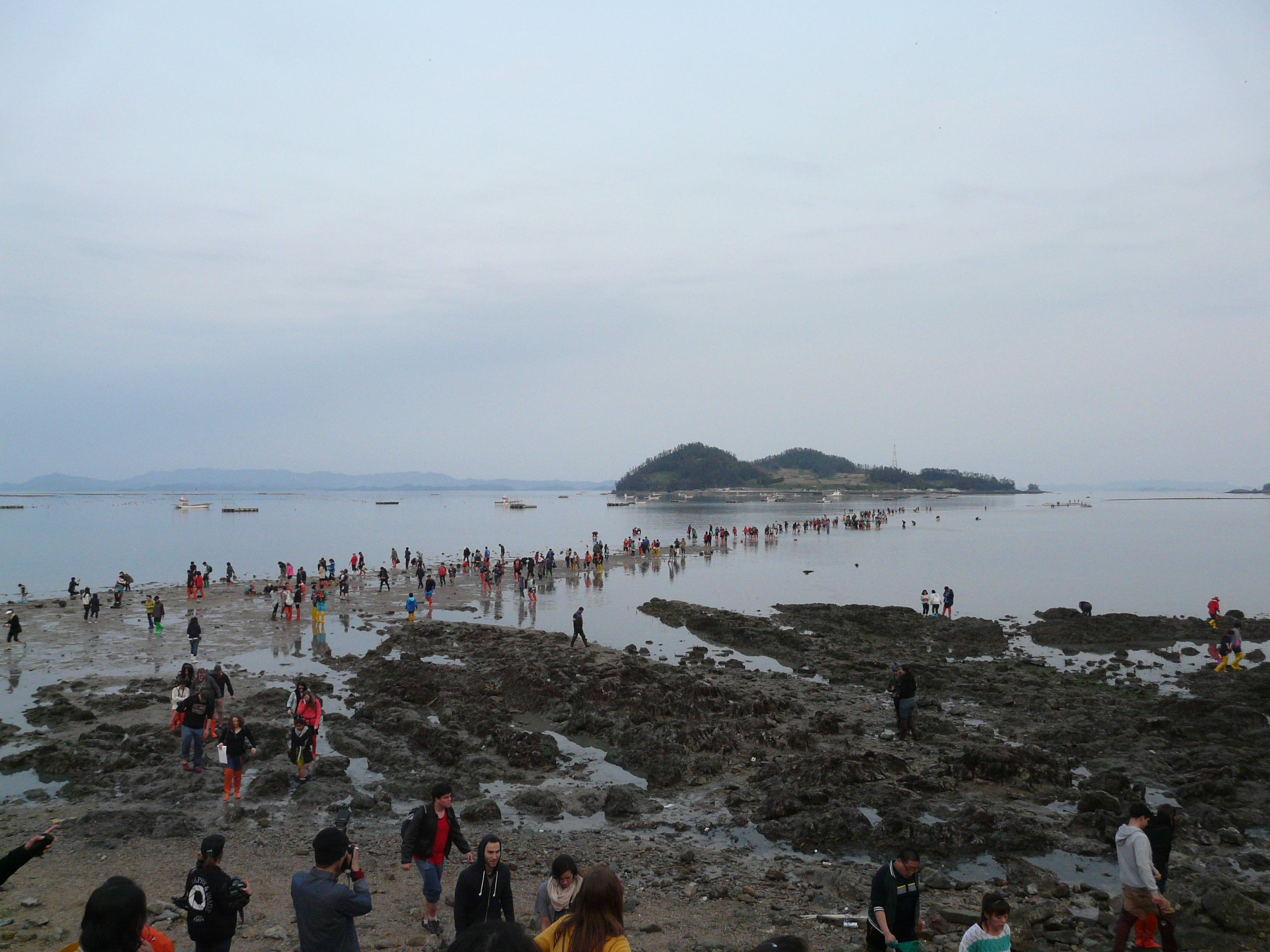

## Nevezetességei
Eredetileg a sziget területéről származik a Nemzetközi Kinológiai Szövetség (FCI) által is elismert kutyafajta, a koreai Csin-szigeti kutya (진돗개, csindotke), amely közepes mérettel rendelkezik és a vadászkutyák csoportjába tartozik. Származási országában legfőképpen heves hűségéért, az otthonához való ragaszkodásáért, valamint vadászati képességeiből kifolyólag tartják a fajtát mint háziállatot. 1936 óta a kutyát a nemzeti kulturális örökségek között tartják nyilván a hazájában, és ennek köszönhetően már a világháború éveiben védelem alá helyezték. A szigeten működik a Csin-szigeti Kutyák Kutató- és Vizsgálati Központja.
A Csin-sziget italspecialitása a csindo hongdzsu (진도 홍주), mely egyfajta szodzsu (égetett szesz), ami különleges vörös színét a Lithospermum erythrorhizon gyökerétől kapja.

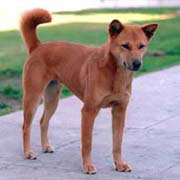
Csin-szigeti kutya
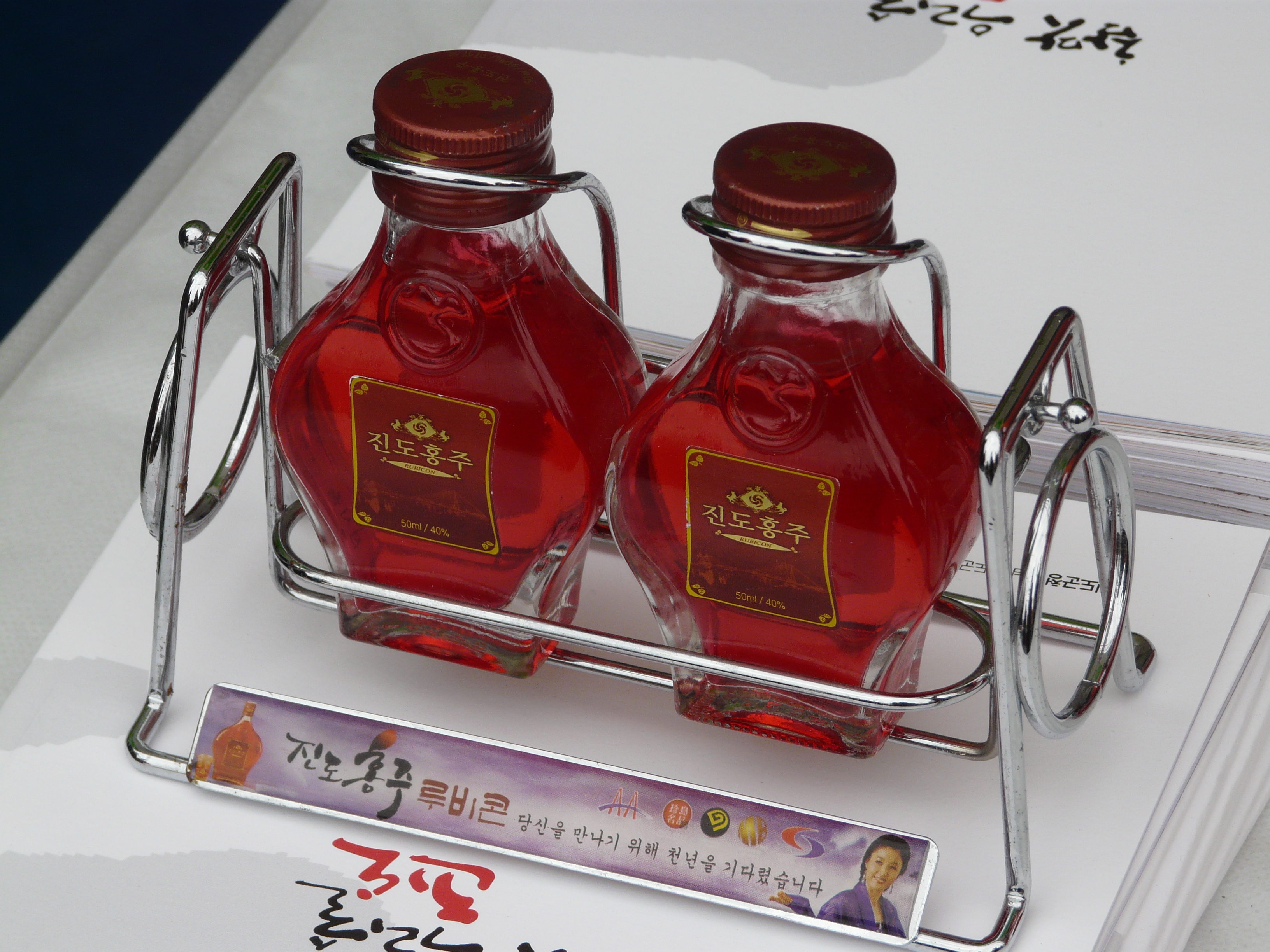
Csindo hongdzsu